# Enzo Andronico
Enzo Andronico, all'anagrafe Vincenzo Andronico (Palermo, 13 maggio 1924 – Palermo, 26 settembre 2002), è stato un comico e attore italiano.

## Biografia

### Gli esordi
Nel 1944, dopo una lunga frequentazione del Bar degli artisti di Palermo, fonda con l'amico Ciccio Ingrassia e il comico Mimì Ciampolo il Trio Sgambetta che debutta in settembre a Termini Imerese, cominciando così a calcare le scene dell'avanspettacolo. L'anno seguente, il Trio, grazie a una certa fama conquistata in Sicilia, approda anche al nord, iniziando da Torino, partecipando a diversi spettacoli di piazza e in teatrini di provincia. Ha fatto parte anche della compagnia del comico Goffredo Pistoni, nella quale ha recitato assieme a Nino Lembo, Luca Sportelli, Nino Nini e Dino Cassio.

### L'apice del successo

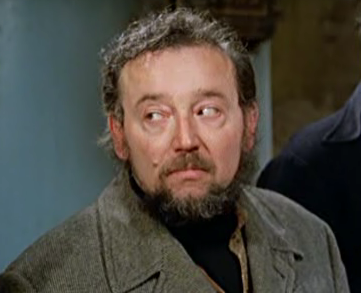
Enzo Andronico ripreso nel film Il clan dei due Borsalini

Una volta raggiunta una certa popolarità, ha modo di entrare nel mondo del cinema, dove debutta ne I vitelloni (1953) di Federico Fellini, ma è solo una parentesi. Per il grande pubblico, infatti, sarà la spalla di Franco e Ciccio, divenendo una presenza fissa nei loro film. È infatti presente in quasi tutte le loro pellicole, da 2 samurai per 100 geishe del 1962 a Il giustiziere di mezzogiorno del 1975 fino ai varietà televisivi Due ragazzi incorreggibili (1976), Un uomo da ridere (1980), Patatrac (1981) e Risatissima (1985). Tra il 1967 e il 1969, prese parte ad una serie di caroselli. I suoi personaggi sono spesso dei villani, nervosi e pieni di tic, costruiti con un accumulo di tratti: le sopracciglia e gli occhiali sembrano disegnati sul volto insieme alla barbetta che gli conferiva un aspetto mefistofelico, il sorriso è spesso un ghigno sadico. 
Terminata la collaborazione cinematografica con il duo siciliano verso la fine degli anni settanta, si cimenta in ruoli più impegnativi che gli permettono di lavorare sotto la guida di famosi registi; nel tempo si afferma come uno dei più valenti e prolifici caratteristi del cinema italiano, recitando in numerosi cult movie della commedia sexy, ma anche in diverse produzioni del filone poliziottesco. Ha infatti collaborato con attori come Lino Banfi, Renzo Montagnani, Maurizio Merli, Tomas Milian, Bombolo, Diego Abatantuono, Renato Pozzetto, Alvaro Vitali e Carlo Verdone.
Ha svolto anche l'attività di doppiatore, specializzandosi nel doppiare i cartoon giapponesi e diversi caratteristi, prestando la sua voce ad alcuni personaggi delle prime edizioni della serie televisiva La piovra.

### Gli ultimi anni e la scomparsa
Un anno prima della morte lavorò nel film I cavalieri che fecero l'impresa (2001) di Pupi Avati. Nel 2002 prese parte al film Volesse il cielo! di Vincenzo Salemme. Ammalatosi, nell'ultimo periodo della sua vita tornò a Palermo dove morì nel 2002, poco dopo aver terminato le riprese del suo ultimo film Andata e ritorno, uscito postumo. La notizia passa inosservata: è solo la rivista specializzata Nocturno a comunicare, in un articolo del 2003, la scomparsa dell'attore all'età di 78 anni. Riposa al cimitero di Sant'Orsola di Palermo.

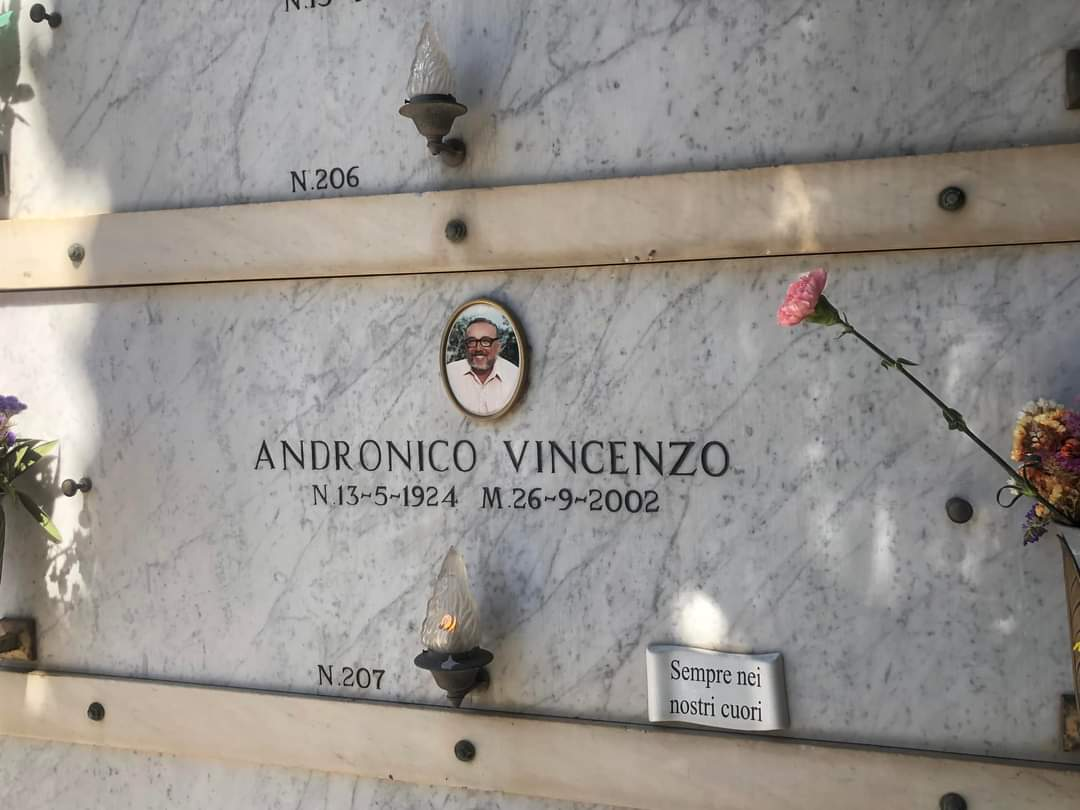
La tomba di Enzo Andronico al cimitero di Sant'Orsola di Palermo

## Vita privata
Celibe e senza figli, dalla Sicilia si era trasferito a Roma ma, libero da impegni, tornava spesso nella sua città natale dove vivevano il fratello e i nipoti.

## Filmografia parziale

### Cinema
- I vitelloni, regia di Federico Fellini (1953) – non accreditato
- 2 samurai per 100 geishe, regia di Giorgio Simonelli (1962)
- Due mafiosi nel Far West, regia di Giorgio Simonelli (1964)
- I due evasi di Sing Sing, regia di Lucio Fulci (1964)
- 00-2 agenti segretissimi, regia di Lucio Fulci (1964)
- I figli del leopardo, regia di Sergio Corbucci (1965)
- Gli amanti latini, episodio di Gli amanti latini, regia di Mario Costa (1965)
- I due sergenti del generale Custer, regia di Giorgio Simonelli (1965)
- Con rispetto parlando, regia di Marcello Ciorciolini (1965)
- Due mafiosi contro Goldginger, regia di Giorgio Simonelli (1965)
- 002 Operazione Luna, regia di Lucio Fulci (1965)
- I due parà, regia di Lucio Fulci (1965)
- Intrigo al mare, episodio di Veneri al sole, regia di Marino Girolami (1965)
- I due toreri, regia di Giorgio Simonelli (1965)
- Spiaggia libera, regia di Marino Girolami (1966)
- 2 mafiosi contro Al Capone, regia di Giorgio Simonelli (1966)
- Come svaligiammo la Banca d'Italia, regia di Lucio Fulci (1966)
- Password: Uccidete agente Gordon, regia di Sergio Grieco (1966)
- I due figli di Ringo, regia di Giorgio Simonelli e Giuliano Carnimeo (1966)
- Come rubammo la bomba atomica, regia di Lucio Fulci (1967)
- Il lungo, il corto, il gatto, regia di Lucio Fulci (1967)
- Il bello, il brutto, il cretino, regia di Giovanni Grimaldi (1967)
- Due rrringos nel Texas, regia di Marino Girolami (1967)
- I barbieri di Sicilia, regia di Marcello Ciorciolini (1967)
- Quelli che partono, episodio de I zanzaroni, regia di Ugo La Rosa (1967)
- Italian Secret Service, regia di Luigi Comencini (1968)
- Franco, Ciccio e le vedove allegre, regia di Marino Girolami (1968)
- T'ammazzo!... Raccomandati a Dio, regia di Osvaldo Civirani (1968)
- I nipoti di Zorro, regia di Marcello Ciorciolini (1968)
- I due crociati, regia di Giuseppe Orlandini (1968)
- I 2 pompieri, regia di Bruno Corbucci (1968)
- I 2 deputati, regia di Giovanni Grimaldi (1968)
- Spara, Gringo, spara, regia di Bruno Corbucci (1968)
- Isabella duchessa dei diavoli, regia di Bruno Corbucci (1969)
- Puro siccome un angelo papà mi fece monaco... di Monza, regia di Giovanni Grimaldi (1969)
- Franco, Ciccio e il pirata Barbanera, regia di Mario Amendola (1969)
- Eros e Thanatos, regia di Marino Girolami (1969)
- La moglie più bella, regia di Damiano Damiani (1970)
- Don Franco e don Ciccio nell'anno della contestazione, regia di Marino Girolami (1970)
- I due maghi del pallone, regia di Mariano Laurenti (1970)
- I due maggiolini più matti del mondo, regia di Giuseppe Orlandini (1970)
- Due bianchi nell'Africa nera, regia di Bruno Corbucci (1970)
- Ma che musica maestro, regia di Mariano Laurenti (1971)
- L'istruttoria è chiusa: dimentichi, regia di Damiano Damiani (1971)
- I due pezzi da 90, regia di Osvaldo Civirani (1971)
- I due assi del guantone, regia di Mariano Laurenti (1971)
- ...Scusi, ma lei le paga le tasse?, regia di Mino Guerrini (1971)
- Il clan dei due Borsalini, regia di Giuseppe Orlandini (1971)
- Sette orchidee macchiate di rosso, regia di Umberto Lenzi (1972)
- Trinità e Sartana figli di..., regia di Mario Siciliano (1972)
- Decameron proibitissimo (Boccaccio mio statte zitto), regia di Marino Girolami (1972)
- Che cosa è successo tra mio padre e tua madre? (Avanti!), regia di Billy Wilder (1972)
- Alleluja e Sartana figli di... Dio, regia di Mario Siciliano (1972)
- Storia di fifa e di coltello - Er seguito der Più, regia di Mario Amendola (1972)
- I due gattoni a nove code... e mezza ad Amsterdam, regia di Osvaldo Civirani (1972)
- Continuavano a chiamarli i due piloti più matti del mondo, regia di Mariano Laurenti (1972)
- Ku-Fu? Dalla Sicilia con furore, regia di Nando Cicero (1973)
- La vedova inconsolabile ringrazia quanti la consolarono, regia di Mariano Laurenti (1973)
- Il sergente Rompiglioni, regia di Pier Giorgio Ferretti (1973)
- Innocenza e turbamento, regia di Massimo Dallamano (1974)
- Squadra volante, regia di Stelvio Massi (1974)
- Piedino il questurino, regia di Franco Lo Cascio (1974)
- La signora gioca bene a scopa?, regia di Giuliano Carnimeo (1974)
- L'eredità dello zio buonanima, regia di Alfonso Brescia (1974)
- Farfallon, regia di Riccardo Pazzaglia (1974)
- Il vizio di famiglia, regia di Mariano Laurenti (1975)
- Una vergine in famiglia, regia di Mario Siciliano (1975)
- Il sergente Rompiglioni diventa... caporale, regia di Mariano Laurenti (1975)
- Il giustiziere di mezzogiorno, regia di Mario Amendola (1975)
- Ecco lingua d'argento, regia di Mauro Ivaldi (1976)
- Roma, l'altra faccia della violenza, regia di Marino Girolami (1976)
- Italia a mano armata, regia di Marino Girolami (1976)
- Campagnola bella, regia di Mario Siciliano (1976)
- La dottoressa sotto il lenzuolo, regia di Gianni Martucci (1976)
- Il vestito nuovo dell'imperatore, regia di Emilio Uberti – cortometraggio (1977)
- Kakkientruppen, regia di Marino Girolami (1977)
- Assassinio sul Tevere, regia di Bruno Corbucci (1979)
- Scusi lei è normale?, regia di Umberto Lenzi (1979)
- L'infermiera nella corsia dei militari, regia di Mariano Laurenti (1979)
- La dottoressa ci sta col colonnello, regia di Michele Massimo Tarantini (1980)
- La dottoressa di campagna, regia di Mario Bianchi (1981)
- Chiamate 6969: taxi per signora, regia di Mario Bianchi (1981)
- Mia moglie torna a scuola, regia di Giuliano Carnimeo (1981)
- L'onorevole con l'amante sotto il letto, regia di Mariano Laurenti (1981)
- La poliziotta a New York, regia di Michele Massimo Tarantini (1981)
- Pierino il fichissimo, regia di Alessandro Metz (1981)
- I carabbimatti, regia di Giuliano Carnimeo (1981)
- Carnalità morbosa, regia di Mario Siciliano (1981)
- Pierino la peste alla riscossa!, regia di Umberto Lenzi (1982)
- Quella peste di Pierina, regia di Michele Massimo Tarantini (1982)
- W la foca, regia di Nando Cicero (1982)
- Delitto sull'autostrada, regia di Bruno Corbucci (1982)
- Cercasi Gesù, regia di Luigi Comencini (1982)
- Grand Hotel Excelsior, regia di Castellano e Pipolo (1982)
- La sai l'ultima sui matti?, regia di Mariano Laurenti (1982)
- Margot, la pupa della villa accanto, regia di Ennio Pontis (1983)
- Paulo Roberto Cotechiño centravanti di sfondamento, regia di Nando Cicero (1983)
- Il diavolo e l'acquasanta, regia di Bruno Corbucci (1983)
- Al bar dello sport, regia di Francesco Massaro (1983)
- Dance Music, regia di Vittorio De Sisti (1983)
- L'amante bisex , regia di Carlo Leone (1984)[9]
- È arrivato mio fratello, regia di Castellano e Pipolo (1985)
- Ci hai rotto papà, regia di Castellano e Pipolo (1993)
- La bionda, regia di Sergio Rubini (1993)[10]
- Boom, regia di Andrea Zaccariello (1999)
- I cavalieri che fecero l'impresa, regia di Pupi Avati (2001)
- Volesse il cielo!, regia di Vincenzo Salemme[11] (2002)
- Andata e ritorno, regia di Alessandro Paci (2003)
- Come inguaiammo il cinema italiano - La vera storia di Franco e Ciccio, regia di Ciprì e Maresco – docufilm (2004)

### Televisione
- Scaramouche, regia di Daniele D'Anza – miniserie TV (1965)
- Un uomo da ridere – serie TV (1980)
- I ragazzi di celluloide – serie TV[12] (1981)
- Quando arriva il giudice – serie TV[13] (1986)
- L'ombra nera del Vesuvio, regia di Steno – miniserie TV[14] (1987)
- Due fratelli, regia di Alberto Lattuada – miniserie TV (1988)
- Classe di ferro – serie TV (1989)
- Il vigile urbano - serie TV (1989)
- Franco e Ciccio: ma che impiccio!, regia di Chiara Peritore – documentario[15] (2002)

## Programmi TV
- Due ragazzi incorreggibili (1976)
- Sandogat – minitelefilm all'interno di Due ragazzi incorreggibili (1976-1977)
- Drim (1980)
- Patatrac (1981-1982)
- Bene, bravi, bis (1984)
- Speciale TG1: Vecchia e nuova mafia - Mafia dossier , regia di Marco Leto, con Guido Leontini (1984);
- Risatissima (1985)